# Берта Палмер
Берта Матильда Палмер (до шлюбу Оноре; 22 травня 1849 — 5 травня 1918) — американська підприємиця, світська левиця, філантропка, колекціонерка мистецтва та землеробка. Започаткувала збір полотен імпресіоністів американськими колекціонерами. Одна з перших відомих людей, які перезимували у Флориді, запровадивши там багато інновацій, щоб популяризувати тваринницьку, молочну промисловість, цитрусові та сільске господарство. 

## Раннє життя
Народилася Берта Матильда Оноре в Луїсвіллі, штат Кентуккі, її батьком був бізнесмен Генрі Гамільтон Оноре. У родині Берту називали «Сіссі». Вона навчалася у своєму рідному місті та здобула освіту музикантки, лінгвістки, письменниці, політикині та адміністраторки. Її сестра, Іда Марі Оноре, була одружена з Фредеріком Дентом Грантом, старшим сином генерала і президента Улісса Гранта.

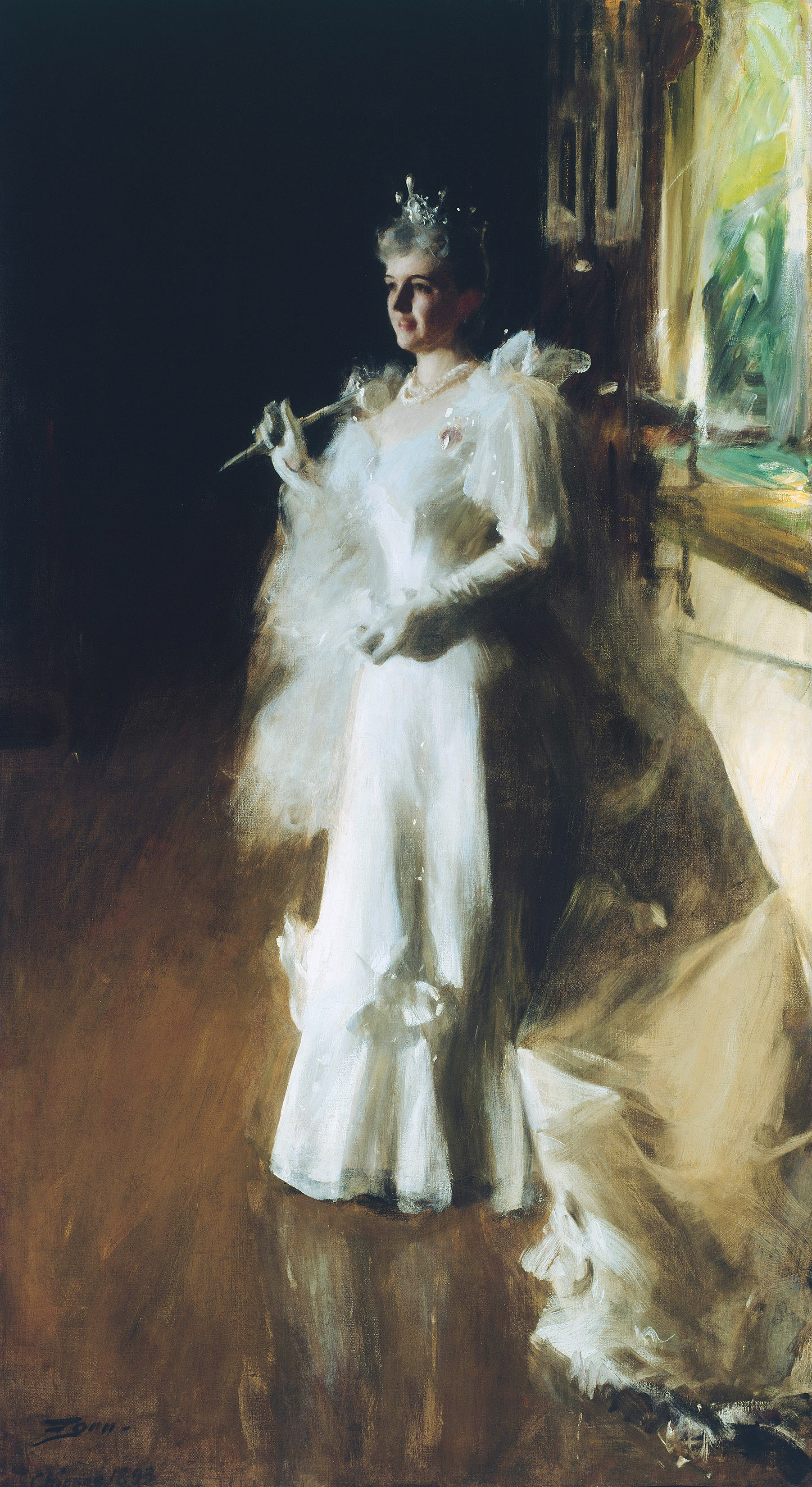
Портрет під назвою Mrs. Поттер Палмер, Андерс Цорн, 1893 рік

У 1870 році 21-річна Оноре пошлюбила 44-річного чиказького мільйонера Поттера Палмера, квакерського купця, який приїхав у Чикаго після того, як зазнав дві невдачі у бізнесі. У Чикаго він вчився догоджати своїм клієнтам, багато з яких були жінками. Він зробив обслуговування клієнтів пріоритетом і доставляв усе, від галантереї до останньої французької моди для жінок. Палмер продав свій величезний магазин, який згодом став магазином Маршалла Філда. Згодом Палмер відкрив розкішний готель Palmer House і інвестував у нерухомість, зрештою він оволодів величезним портфелем нерухомості.
Невдовзі після одруження Велика чиказька пожежа знищила Palmer House і велику частину їхніх володінь. Їм довелося взяти кредит для того, аби відновити свої статки. Незважаючи на свій вік, Берта Палмер швидко піднялася на вершину суспільства Чикаго. «Вона була красивою, спритною, швидкою та розумною; і більше того, вона була впевнена в собі», — писав історик Ернест Пул.
У 1874 році вона народила сина Оноре, а в 1875 році Поттера Палмера II. Обидва сини мали синів на ім'я Поттер Палмер III, а також інших дітей.

## Всесвітня виставка 1893
Берта Палмер була однією з перших членів Чиказького жіночого клубу, частини Загальної федерації жіночих клубів. Ця група працюючих жінок збиралася, щоб обговорити соціальні проблеми та вирішити їх. Вони підтримували дитячі садки, поки місто не зробило їх частиною шкільної системи, а також виступали за недороге молоко для бідних сімей і кращий догляд за дітьми ув'язнених матерів.
У 1893 році в Чикаго відбулася Всесвітня виставка, присвячена відкриттю Нового світу Колумбом. Це також ознаменувало відновлення міста після Великої чиказької пожежі, яка сталася у 1871 році. Жінки брали участь у виставці, а на головну посаду президентки ради леді–менеджерів у 1891 році було обрано Берту Палмер. Посади були почесними, а роботи у жінок було дуже багато. Правління вибрало Софію Гейден архітекторкою Жіночого будинку і наглядаючою дезайнеркою за внутрішнім оздобленням. Однак, коли Гейден не прислухалася до поради Палмер прийняти пожертвування багатих жінок на архітектурні цілі та цілі для оздоблення екстер'єру, побоюючись жахливого візуального ефекту в результаті, Палмер звільнила Гейден та найняла набагато більш податливу Кендіс Вілер для нагляду за внутрішнім оздобленням. Чиказька арт-кураторка Сара Тайсон Геллоуелл (1846—1924) тісно співпрацювала з Палмер над художніми експонатами та фресками. Очевидно, саме Палмер обрала тему «Первісна жінка» та «Сучасна жінка» для двох фресок, а Гелловелл і Палмер першими вибрали для обох фресок Елізабет Джейн Гарднер (1837—1922), досвідчену академічну художницю і кохану Вільяма-Адольфа Бугро (1825—1905). Однак часу для написання двох величезних фресок (3,6 м на 16,5 м) було замало, і художниця відчувала, що в неї не вистачить сил завершити проєкт. Тоді Гелловелл порекомендувала молодій академічній художниці Мері Фейрчайлд МакМонніс і художниці-імпресіоністці Мері Кассат виконати дві фрески, і після того, як вони спочатку відмовилися від контрактів, у жінок було лише кілька місяців, щоб завершити фрески та відправити їх до Чикаго. На чолі з Палмер, яка звернулася з цього приводу до Конгресу, правління також попросило монетний двір виготовити нову пам'ятну монету для Виставки, і їхні зусилля призвели до появи кварталу Ізабелла. Після відкриття виставки Палмер познайомилася з модним шведським художником Андерсом Цорном (1860—1920), якого запросила Рада керуючих на ярмарку. Щодо інклюзивності пані Палмер: (CNN: 2021) «Того року (Всесвітній ярмарок) уперше групі білих жінок вдалося отримати місце та кошти для „Жіночої будівлі“, щоб продемонструвати досягнення американських жінок від минулого століття».
Згідно з однією легендою, Берта Палмер допомогла винайти шоколадний брауні, коли наказала, щоб її кухонні працівники придумали десерт, менший за шматок торта, для жінок, які відвідують Колумбійську виставку.

## Арт-колекціонерка
Під час ярмарку і наступних кількох років Палмери були захоплені колекціонуванням витворів мистецтва. Вони покладались у своєму виборі на Сару Гелловелл, з якою познайомилися у 1873 році. Вона познайомила Палмерів з художниками Парижа та останніми мистецькими тенденціями французької столиці. Більшість колекціонерів Середнього Заходу все ще збирали роботи Барбізонської школи в 1870-х і 1880-х роках, але завдяки Палмерам це змінилося. До Колумбійської виставки вони стали клієнтами паризького дилера Поля Дюран-Рюеля і почали колекціонувати роботи французьких імпресіоністів. Оскільки Гелловелл курував виставку найновішого французького мистецтва для експозиції, Палмери прискорили збирання, оскільки хотіли, щоб на виставці було найновіше та найкраще у французькому мистецтві. Колекція картин імпресіоністів Палмерів була неперевершеною, незабаром у них було 29 картин Клода Моне із серії «Стоги сіна», написаної в 1890-91 роках, та 11 П'єра–Огюста Ренуара. Зараз ці роботи складають основу колекції імпресіонізму у Чиказькому художньому інституті. Геллоуелл також намагалася зацікавити Палмерів роботою Огюста Родена, яку він позичив для виставки. Відвертість його оголених образів викликала переполох, і після кількох місяців опору роботи Родена також увійшли до колекції. Вони були одними з перших, придбаних американськими колекціонерами. Берта Палмер насолоджувалася своєю роллю культурної лідерки та розробниці смаку.

## Розкіш та благодійність

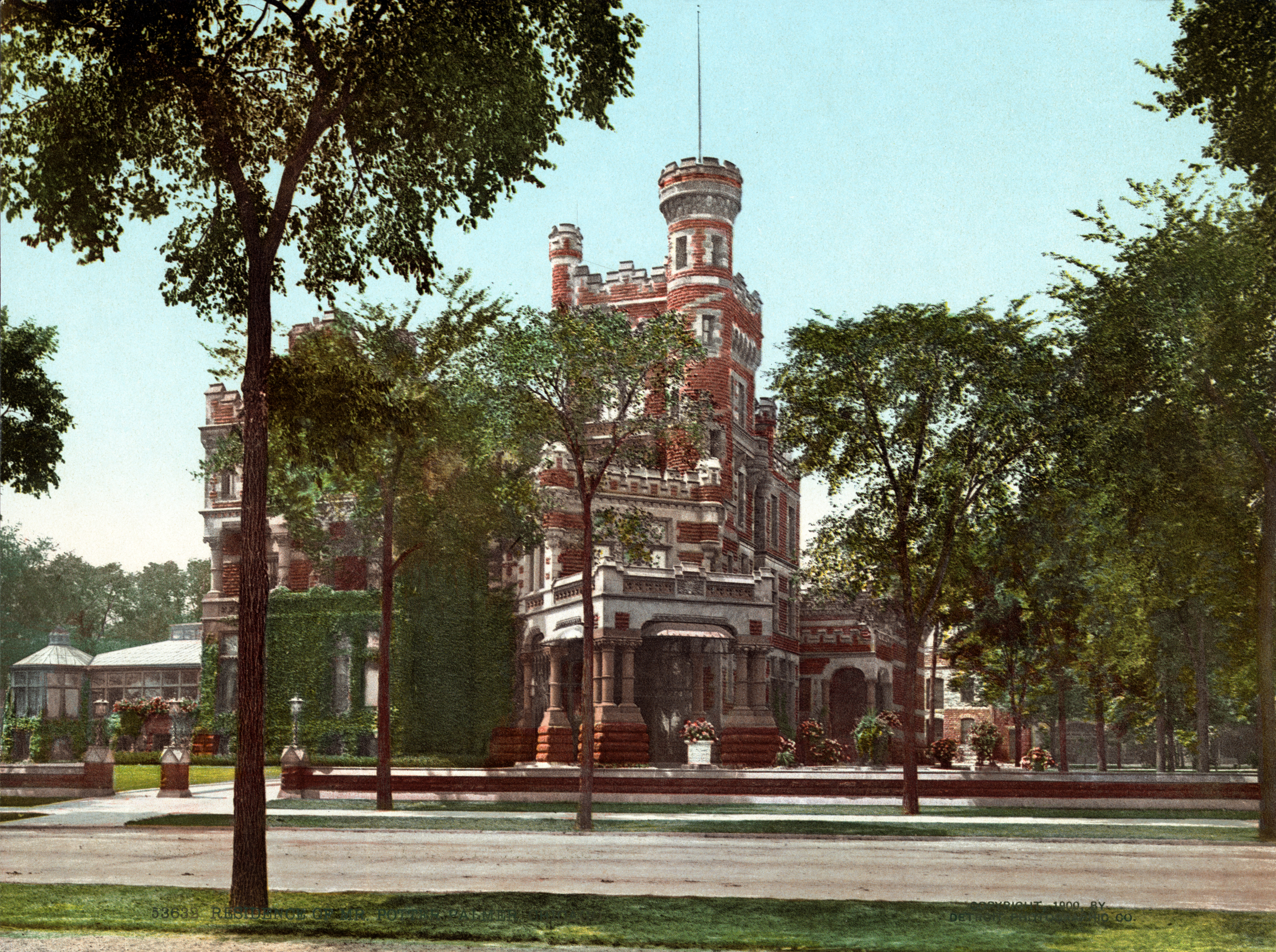
На особняк Палмерів було витрачено величезні суми

Берта Палмер була відома своїм статком і благодійністю. Її прикраси були легендарними. За словами авторки Алін Б. Саарінен,

її коштовності були такими неймовірними, що у газеті написали, що коли вона з'явилася на Кайзері С. С. Вільгельма дер Гроссе з тіарою з діамантів розміром із боби ліми, корсажем із діамантами сонячного кольору розміром із бейсбольний м'яч, стомаком із діамантів і усіма перлинами на її шиї, Алоїз Бургскеллер з Метрополітен-опери, який співав на корабельному концерті, зупинився прямо посередині високої ноти.
Вона подорожувала Європою. Там вечеряла з королями та королевами та спілкувалася з промисловцями і державними діячами.
На особняк Палмерів у Чикаго було витрачено великі суми, починаючи від 100 000 доларів і досягаючи понад 1 мільйона. Поттер Палмер писав у своєму заповіті, що певна сума грошей має дістатися тому, хто наступним одружиться з Бертою. Коли його запитали, чому він був таким щедрим на власну заміну, він відповів: «Тому що вони йому знадобляться».[джерело?]
Берта Палмер також мала будинки у Лондоні та Парижі, а після смерті її чоловіка у 1902 році ходили чутки, що вона пошлюбить титулованого чоловіка. Серед її ймовірних залицяльників могли були граф Манстерський, герцог Атольський, принц Монако та король Сербії. Однак всі ці чутки виявилися безпідставними, коли вона залишилася неодруженою.
У вересні 1907 року Берта Палмер і її син Поттер II взяли участь у першому рейсі нового лайнера Лузітанія з Ліверпуля до Нью-Йорка.

## Підприємництво та землеробство
Берта Палмер зацікавилася зимовим кліматом штату Флориди і 1910 року купила понад 80 000 акрів землі в Сарасоті та її околицях — приблизно одну третину землі у тодішньому величезному графстві під назвою Манат. 1914 року вона купила 19 000 акрів землі як ексклюзивний мисливський заповідник під назвою «Рівер-Гіллз» у Темпл–Террас, Флорида. Після смерті Берти її сини успадкували землю і зрештою продали її забудовникам, які створили спільноту середземноморських полів для гольфу в Темпл–Террас у Флориді.
Палмер була прогресивною власницею ранчо, землеробкою і розробницею ферми, запровадила багато інновацій, щоб популяризувати тваринницьку, молочну промисловість, цитрусові та сільске господарство у Флориді. Палмер була однією із перших відомих людей, які перезимували у Флориді, започаткувавши нині звичайну практику. Вона заохочувала заможних друзів і однодумців у своїх міжнародних колах проводити зиму вздовж затоки Сарасота та інших її земельних ділянок у Флориді та сприяла розвитку багатьох із них. Сьогодні велика частина цієї землі все ще відома як ранчо Палмер. Головні дороги через її власність, а також деякі з'єднання з існуючими громадами були названі на честь неї. Ці імена залишаються незмінними: Оноре, Локвуд-Рідж, Таттл, Веббер і Макінтош.
Вона проявила себе як гарна підприємиця: за 16 років після смерті чоловіка вона подвоїла свій статок, який він їй залишив. Після її смерті велика ділянка її землі була подарована (пожертвувана відповідно до округу Сарасота, продана відповідно до штату) її синами, щоб створити державний парк річки М'якка. Її онук Поттер Д'Орсе Палмер (1908—1939) став відомим плейбоєм, одружився 4 рази і загинув після бійки в Сарасоті. Спадщина Берти Палмер описана в книзі "Імперія сонячного узбережжя " Френка Касселла.

## Смерть
Берта Палмер померла 5 травня 1918 року у своїй зимовій резиденції Оакс в Оспрі, штат Флорида. Її тіло було повернуто до Чикаго, щоб спочивати в замку, розкішному особняку, який Поттер Палмер побудував на Голд-Кості. Берта Палмер похована поруч зі своїм чоловіком на кладовищі Грейсленд.

## Документалістика
24 березня 2013 року на каналі PBS WTTW11 Chicago вийшов у ефір півгодинний документальний фільм «Любов під вогнем: історія Берти та Поттера Палмерів». Фільм був написаний і знятий Амелією Деллос і компанією Corn Bred Films.